# Remoe
Remoe, eigentlich Ömer Altan Özcat (* 26. Januar 1992 in Stuttgart) ist ein deutsch-türkischer Sänger, Rapper, Songwriter und Produzent.

## Biografie
Remoe begann in jungen Jahren mit der Musik. Mit der Zeit konnte er sich das Klavierspielen selbst beibringen. Das erste Mal auf einer großen Bühne stand er mit 11 Jahren. Anfang 2017 begleitete er Kool Savas auf seiner Tour.
Erst fing er an, Songtexte zu schreiben, unter anderem für andere Musiker, um sich etwas Taschengeld zu verdienen, und produzierte dann für Kool Savas, Fler, Nazar, Capo etc.
Selbst war er unter anderem im August 2017 auf dem Out4Fame-Festival zu hören. Er arbeitete unter anderem eng mit Fler zusammen. Mit Tag eins erreichte er am 24. November 2017 seine erste Chartplatzierung. Das Feature mit Fler erreichte Platz 90 der deutschen Charts.
Im Jahr 2018 unterschrieb Remoe bei Columbia Records einen Vertrag. Am 11. Oktober 2018 erschien die Single Nackt mit der Rapperin Nura (SXTN), die Platz 78 erreichte.
Seit Juni 2021 ist Remoe bei Goldmann Music unter Vertrag und brachte am 11. Juni 2021 seine Single Drama / Was dachtet ihr? heraus.

## Diskografie

### Studioalben
- 2019: Smalltalk

### EPs
- 2015: König für ein Tag

### Mixtapes
- 2016: Fokus
- 2017: Alles für die Fam
- 2021: Realtalk
- 2022: Colours

### Singles
- 2012: Nachbarn kennen meinen Namen (Freedownload)
- 2013: Bis ich sterbe (Single)
- 2015: Vier Ziffern (König für ein Tag)
- 2015: Baby mach Platz (König für ein Tag)
- 2016: Fokus (Fokus)
- 2016: Wie werde ich sie los (Fokus)
- 2016: Billie Jean (Fokus)
- 2016: Zu Spät (Fokus)
- 2017: Likest, aber schreibst nicht REMIX (Alles für die Fam)
- 2017: Transformer (Alles für die Fam)
- 2017: Keiner will mit dir tanzen feat. Dardan (Alles für die Fam)
- 2017: Nano feat. Ardian Bujupi (Alles für die Fam)
- 2017: Bei dir (Alles für die Fam)
- 2017: Radar (Single)
- 2018: Nackt (mit Nura)
- 2018: Magnet
- 2020: Ketten
- 2021: Drama
- 2021: Nie fair

### Gastbeiträge
- 2014: Nazar feat. Remoe – Vorbei (Camouflage)
- 2015: Rapsta feat. Remoe – Cocktail (Ah!)
- 2016: Jumpa feat. Remoe – Schon Okay (NEO)
- 2016: Payy feat. Remoe – Paradies (Panik in der Szene)
- 2016: Silla feat. Remoe – Gottlos (Es war einmal in Südberlin)
- 2016: Kool Savas feat. Milonair, Samson Jones & Remoe – Sneakers & Heels (Essahdamus)
- 2016: Kool Savas feat. Karen Firlej & Remoe – Auf euch gehört (Essahdamus)
- 2017: Dardan feat. Mosenu, RIN & Remoe – 10 Euro Samsung REMIX (Single)
- 2017: Fler & Jalil feat. Remoe – Gang für immer und Mir gehört die Nacht (Epic)
- 2017: Fler feat. Remoe – Tag eins (Flizzy)
- 2018: Fler feat. Remoe – Real Madrid (Flizzy)
- 2018: Nazar feat. Remoe – Richard Lugner
- 2018: Manuellsen feat. Fler & Remoe – Is OK OK (MB4)
- 2019: Payy, Nate57 & Remoe – Mehr Bargeld
- 2019: Manuellsen feat. Kay One & Remoe – Ich tausch dich ein (MB ICE)
- 2020: Nimo feat. Remoe – Geld ist dir egal (Steinbock)

### Beatproduzent
2016
- Payy – Intro (Panik in der Szene)
- Payy feat. Kurdo – Mach Platz (Panik in der Szene)
- Payy – Bloß nicht erwischen lassen (Panik in der Szene)
- Payy – Bang (Panik in der Szene)
- Payy – Wenn ich auftauch (Panik in der Szene)
- Payy – Fick die Regeln (Panik in der Szene)
- Payy feat. Remoe – Paradies (Panik in der Szene)
- Remoe – Fokus (Album)
- Silla feat. Remoe – Gottlos (Es war einmal in Südberlin)
- Kool Savas feat. KC Rebell – Baby ich bin ein Rapper (Essahdamus)
- Kool Savas feat. Milonair, Samson Jones & Remoe – Sneakers & Heels (Essahdamus)
- Nimo – Narcos (Single)

2017
- Nazar – Hölle (Kinosoundtrack zu "Hölle")
- Capo – Intro (Alles auf Rot)
- Capo – Mainhatten City Gang (Alles auf Rot)
- Capo feat. Tommy – Matador (Alles auf Rot)
- Remoe – Alles für die Fam (Album)
- Samy – 24 Stunden (Shäms EP)
- Samy feat. Nimo – Paranoia (Shäms EP)
- Fler & Jalil – Predigt (Epic)
- Fler & Jalil – Hype (Epic)
- Fler & Jalil feat. Remoe – Gang für immer (Epic)
- KC Rebell & Summer Cem – Magnum (Maximum)

2018
- Ardian Bujupi – Andiamo
- Payy feat. Ardian Bujupi – Handschellen
- Xatar – Nur Gott kann mich richten
- Dardan – Tommy Jeans (Hypnotize)
- Jalil – Action (Black Panther)

2019
- Sinan-G – Lamborghini Huracan (Jackpott)
- Sinan-G – Immer Weiter (Jackpott)
- Manuellsen – Ich tausch dich ein (MB ICE)

2020
- Schwesta Ewa – Türsteher (Aaliyah)
- Schwesta Ewa – Milli (Aaliyah)
- Brado & Mel – Ich pass auf (DB1)